# كينتارو هيجوتشي
كينتارو هيجوتشي (باليابانية: 樋口謙太郎؛ بالكانا: ひぐち けんたろう) هو طبيب الجلد ‏ ياباني، ولد في 14 مايو 1907 في فوكوكا في اليابان، وتوفي في 8 مارس 1994.